# قلعة ناغويا

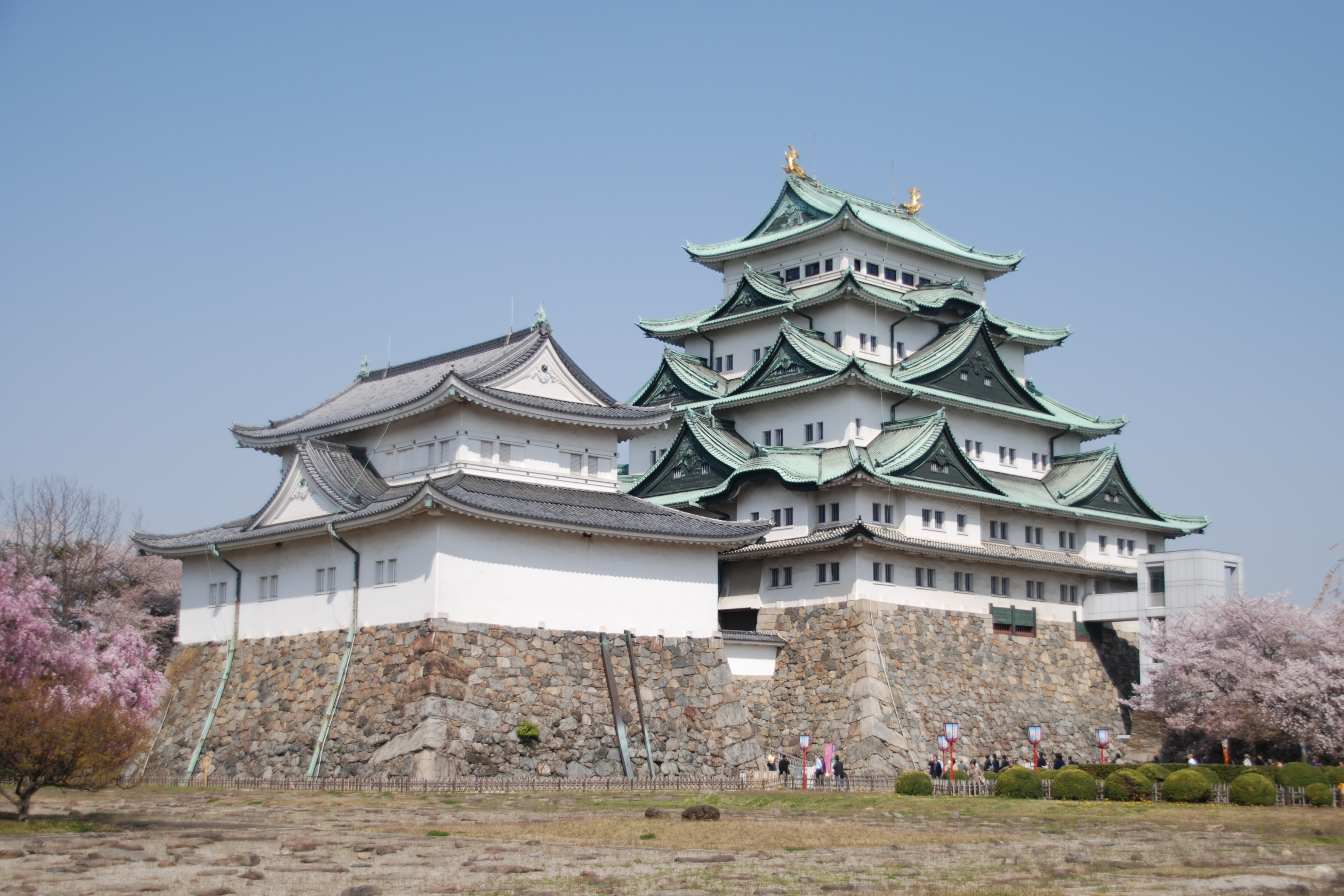
البرج الرئيسي لقلعة ناغويا.

قلعة ناغويا (باليابانية: 名古屋城 ناغويا-جو) هي قلعة يابانية تقع في مدينة ناغويا، محافظة آيتشي، اليابان.

## تاريخ

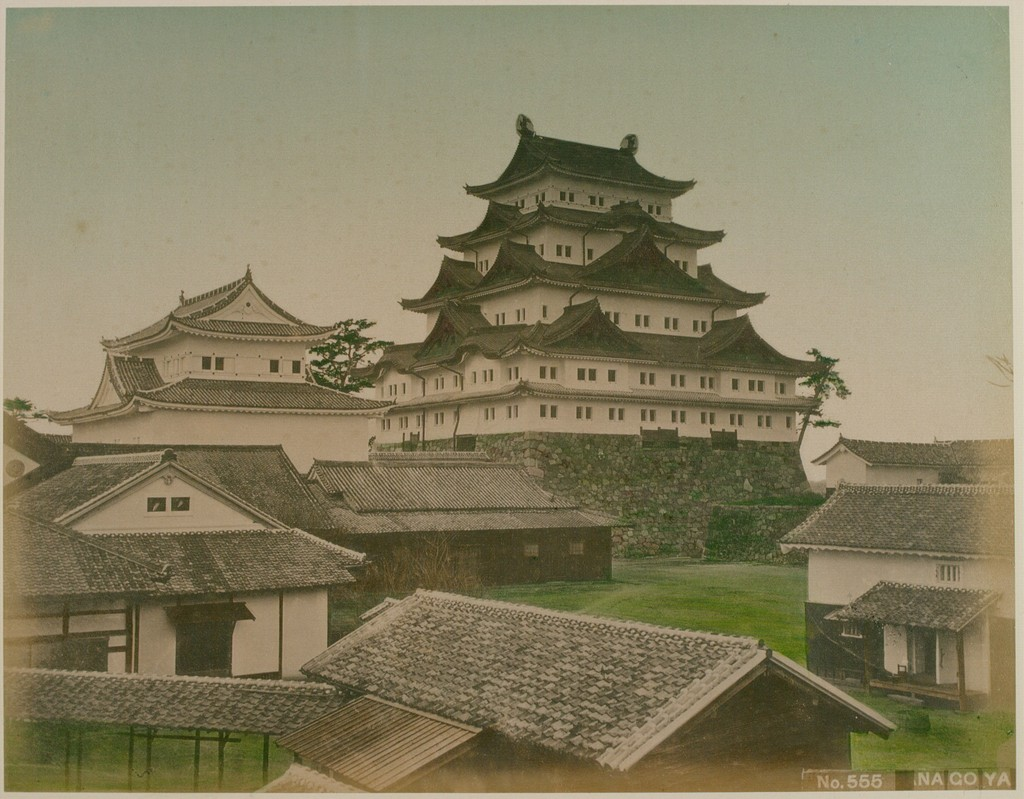
صورة لقلعة ناغويا أخذت في عام 1880.

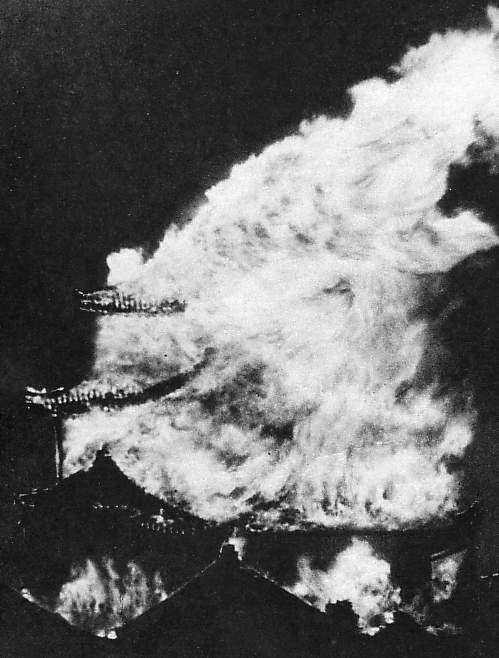
منظر احتراق قلعة ناغويا عام 1945.

بنيت القلعة الأصلية بأوامر من إيماغاوا أوجيتشكا في ناغويا في عام 1525. انتزع أودا نوبوهيده القلعة من إيماغاوا أوجيتويو عام 1532 ثم تخلى عنها في فترة لاحقة. في عام 1610 طلب توكوغاوا إياسو من بعض الدايميو إعادة بناء القلعة في ذلك الموقع، لاحقا أصبحت هذه القلعة العاصمة الجديدة لمقاطعة أواري. الكثير من المستلزمات لبناء القلعة الجديد أحضرت من قلعة كيوسو التي كانت العاصمة السابقة للمقاطعة وانتهى بناء قلعة ناغويا عام 1612. في فترة إيدو لعبت القلعة دورا هاما كأحد أهم القلاع في اليابان، وحتى حلول فترة ميجي كانت القلعة مركزا لعشيرة أوراي توكوغاوا التي ينتمي إلها الشوغون توكوغاوا. دمر القلعة أثناء الحرب العالمية الثانية في قصف جوي في 14 مايو 1945. انتهت عمليات إعادة إعمار البرج عام 1959 وتتالى خطط إعادة الإعمار الجزئي لأجزاء من القلعة منها القصر الرئيسي.

## مزايا

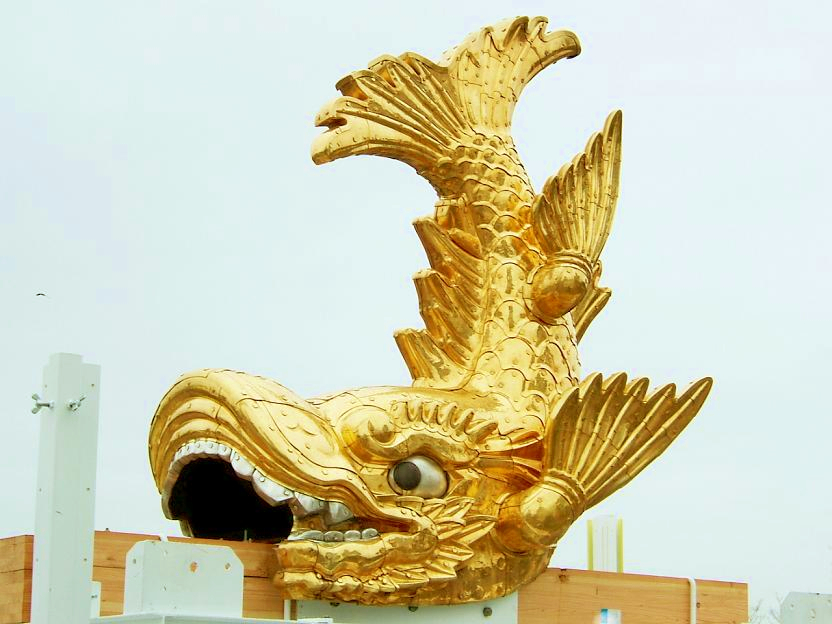
أحد الكينشاتشي المتربع على رأس قلعة ناغويا، أخذت صورته أثناء عرضه في Expo 2005.

من أشهر مزايا قلعة ناغويا هو تربع ما يعرف باسم اثنان من تماثيل «كينشاتشي» أو شاتشي الذهبي وهو حيوان خرافي ذو رأس نمر وجسم سمكة يلاحظ على الكثير من القلاع اليابانية، ويستخدم كتعويذة لدرء الحرائق وللتأكيد على سلطة أمراء المقاطعة.